# Уэбб, Грэм
Грэм Пол Уэбб (англ. Graham Paul Webb; 13 января 1944, Бирмингем, Уорикшир — 28 мая 2017, Иствуд, Восточный Мидленд) — британский шоссейный и трековый велогонщик. Выступал на крупных международных соревнованиях во второй половине 1960-х годов, чемпион мира, победитель гонок национального первенства, рекордсмен Великобритании в гонках на 10 миль, 25 миль и часовой гонке.

## Биография
Родился 13 января 1944 года в Бирмингеме, Англия. Его отец погиб на Второй мировой войне, и мать растила пятерых детей в одиночку. Младший среди своих братьев и сестёр, Грэм был очень слабым ребёнком, дважды над ним проводился обряд соборования, но мальчик выжил и со временем окреп здоровьем.
Свой первый велосипед получил в возрасте восьми лет, увлекался длительными поездками, в частности устраивал заезды из Бирмингема в Глостер и обратно (около 160 км), которые обычно заканчивались тем, что он обессиленный падал в кювет — лишь с третьей попытки начинающий спортсмен смог преодолеть эту дистанцию целиком. «Я наслаждался этим. Полагаю, такие мучения доставляли мне удовольствие».
В семнадцать лет принял участие в своих первых соревнованиях, гонке на время на 40 км. Несмотря на запоздалый старт и технические проблемы в ходе заезда, показал наилучший результат среди всех других гонщиков и занял первое место. С этого момента к нему пришла некоторая известность, он вошёл в состав полноценной велокоманды и начал принимать участие в крупных гонках, в том числе в 1966 году одержал победу на чемпионате Великобритании в командной гонке преследования, установил национальные рекорды в гонках на 10 и 25 миль, а также в часовой гонке.
В 1967 году Уэбб с женой продали всё своё имущество и переехали на постоянное жительство в Хилверсюм, Нидерланды, где местный голландский журналист Чарльз Руйс помог ему найти команду и обустроиться. В Голландии он выиграл несколько значимых гонок, благодаря чему вошёл в состав британской национальной сборной и побывал на шоссейном чемпионате мира в Херлене, откуда привёз награду золотого достоинства, выигранную в зачёте любителей.
После успеха на чемпионате мира Грэм Уэбб решил попробовать себя среди профессионалов и в 1968 году присоединился к французской профессиональной команде Mercier, в которой в то время состояли такие звёзды как Раймон Пулидор и Жан Стаблински. Выступал преимущественно на территории Бельгии, одержал победу в гонках в Тинене, Тессендерло, Кальмтауте, тогда как в Гавере стал третьим. Принимал участие в классической однодневке Омлоп Хет Ниувсблад, хотя из-за проблем с велосипедом финишировать здесь не смог.
В 1969 году продолжил выступать на профессиональном уровне за бельгийскую команду Pull Over Centrale – Tasmania, однако сколько-нибудь значимых результатов больше не показывал.
По завершении спортивной карьеры открыл небольшой бар, выставив свою чемпионскую радужную майку на всеобщее обозрение — когда она поблекла от сигаретного дыма, он в порыве разочарования снял её со стены и сжёг. Впоследствии работал оператором крана на металлургическом предприятии в Генте. В итоге Уэбб так и не вернулся в Великобританию, поскольку с этой страной у него было связано слишком много плохих воспоминаний. При всём при том, в 2009 году он всё же был введён в Зал славы британского велоспорта.
Умер 28 мая 2017 года в возрасте 73 лет в муниципалитете Вахтебеке провинции Восточная Фландрия.